# Gerben van der Meer
Gerben van der Meer (Leeuwarden, 1938) - (Amsterdam, 2021) was een Nederlandse kunstschilder die na een carrière in het middelbaar onderwijs later gestart is als autodidactisch kunstenaar. Zijn favoriete onderwerp was het Friesche en Zuid-Hollandse landschap en later het stadslandschap - beide in vereenvoudigde wijze door hem weergegeven op doek.

## Jeugd en opleiding
Van der Meer was van jongs af aan opgegroeid in Leeuwarden, en kwam zo vanzelfsprekend in contact met het weidse open Friese landschap. Zelf beschreef hij zich als autodidact die uit een artistiek gezin kwam, en zo al vroeg vertrouwd raakte met olieverf en andere materialen.

## Leven en werk
Na een loopbaan binnen het Middelbaar onderwijs begon Van der Meer zijn tweede loopbaan als kunstschilder circa 1978. Hij schilderde landschap en later ook stadsgezicht in open, geabstraheerde landschappen. Hij bracht deze in olieverf of acrylverf op doek tot hun essentie terug door allerlei details weg te laten, en het gehele landschap in vlakken of banen te schilderen. 
De werkwijze van Gerben van der Meer wordt treffend beschreven in een citaat van Jaqueline Vontobel, genoteerd n.a.v. de groepsexpositie van Art-abstract, 'Verrassende abstracte kunst in de Orangerie in het Amstelpark', juli 2005:
Van der Meer heeft de gewoonte het doek tijdens het werkproces verschillende keren om te draaien. Vormde riet waargenomen tijdens een boottocht de inspiratiebron, dan verliest deze concrete natuurvorm tijdens het werkproces zijn herkenbaarheid. Want door het doek om te draaien verandert de aanvankelijk verticale 'rietstructuur' van de compositie in een horizontale autonome lijnenstructuur. De schilder werkt ook het liefst met vierkante doeken van verschillende afmetingen zoals 50 x 50cm, 80 x 80cm of 65 x 65 cm. Volgens zijn  opvatting kan hij bij deze maten een zekere totaliteit van het schilderij vasthouden, want hij wil niet dat de geschilderde structuren zich uitweiden naar de omringende ruimte.

## Lidmaatschappen / exposities
Begin 2003 sloot Van der Meer zich aan bij de kunstenaarsgroep Art-abstract te Amsterdam en deed mee met de openingstentoonstelling van deze groep, in mei van dat jaar. Hierna nam hij nog tot en met 2008 deel aan groepstentoonstellingen van Art-abstract, o.a. een expositie (2005) in de Orangerie van het Amstelpark.
In 2007 werd Van der Meer lid van de Amsterdamse kunstenaarsgroep De Onafhankelijken en exposeerde al in november dat jaar, samen met o.a. Daan Lemaire en Els Fleer op de expositie 'Werk van nieuwe Leden', in het Weefhuis, te Zaandijk. In 2015 nam hij deel aan De Onafhankelijken op Locatie: '6 X ABSTRACT - Verscheidenheid in abstractie', in galerie MLB te Amsterdam Over zijn werk op deze expositie werd geschreven op de MLB-website:
De onvoorspelbare landschappen van Gerben Van der Meer worden vanzelf abstract, want dit is hoe hij zijn omgeving ziet 'van beneden en tegelijk van bovenaf'. Starend naar zijn doeken kun je in de verte, de wolken, de ruimte en de stilte verdwijnen.